# Oligacanthorhynchus gerberi
Oligacanthorhynchus gerberi är en hakmaskart som först beskrevs av Baer 1959.  Oligacanthorhynchus gerberi ingår i släktet Oligacanthorhynchus och familjen Oligacanthorhynchidae. Inga underarter finns listade i Catalogue of Life.